# Граф Бальфур
Граф Бальфур (англ. Earl of Balfour) — наследственный титул в системе Пэрства Соединённого королевства. Он был создан 5 мая 1922 года для крупного консервативного политика Артура Бальфура (1848—1930). Он был премьер-министром Великобритании (1902—1905) и министром иностранных дел Великобритании (1916—1919).
Так как Артур Бальфур не был женат и не имел детей, титул графа Бальфура должны были унаследовать его ближайшие родственники:
1) Его младший брат, достопочтенный Уильям Джеральд Бальфур (1853—1945) и его наследники мужского пола
2) Его племянник Фрэнсис Сесил Кэмбелл Бальфур (1884—1965) и его наследники мужского пола
3) Его племянник Освальд Герберт Кэмпбелл Бальфур (1894—1953) и его наследники мужского пола.
Фрэнсис и Освальд были сыновьями покойного младшего брата, полковника и архитектора Юстаса Джеймса Энтони Бальфура (1854—1911).
Вместе с графским титулом Артур Бальфур получил титул виконта Трэпрейна из Уиттингема в графстве Хаддингтон. Эти титулы являлись пэрством Соединённого королевства.
Артуру Бальфуру наследовал его младший брат Джеральд Уильям Бальфур, 2-й граф Бальфур (1853—1945). Он был консервативным политиком, занимал посты главного секретаря по делам Ирландии (1895—1900), министра торговли (1900—1905) и министра местного самоуправления (1905). Его преемником стал его единственный сын, Роберт Артур Литтон Бальфур, 3-й граф Бальфур (1902—1968). Он дослужился до чина лейтенанта и участвовал во Второй мировой войне. Ему наследовал старший сын, Джеральд Артур Джеймс Бальфур, 4-й граф Бальфур (1925—2003), умерший бездетным.
По состоянию на 2024 год, обладателем графского титула является его родственник, Родерик Фрэнсис Артур Бальфур, 5-й граф Бальфур (род. 1948). Его вторая дочь — английский драматург и писатель Кинвара Бальфур (род. 1975). Родерик Фрэнсис Бальфур является старшим сыном Юстаса Артура Гошена Бальфура (1921—2000) и внуком вышеупомянутого Фрэнсиса Сесила Кэмпбелла Бальфура, племянника 1-го графа Бальфура.
Фамильная резиденция — Бёрфам Лодж в окрестностях Арундела в графстве Суссекс.

## Графы Бальфур (1922)

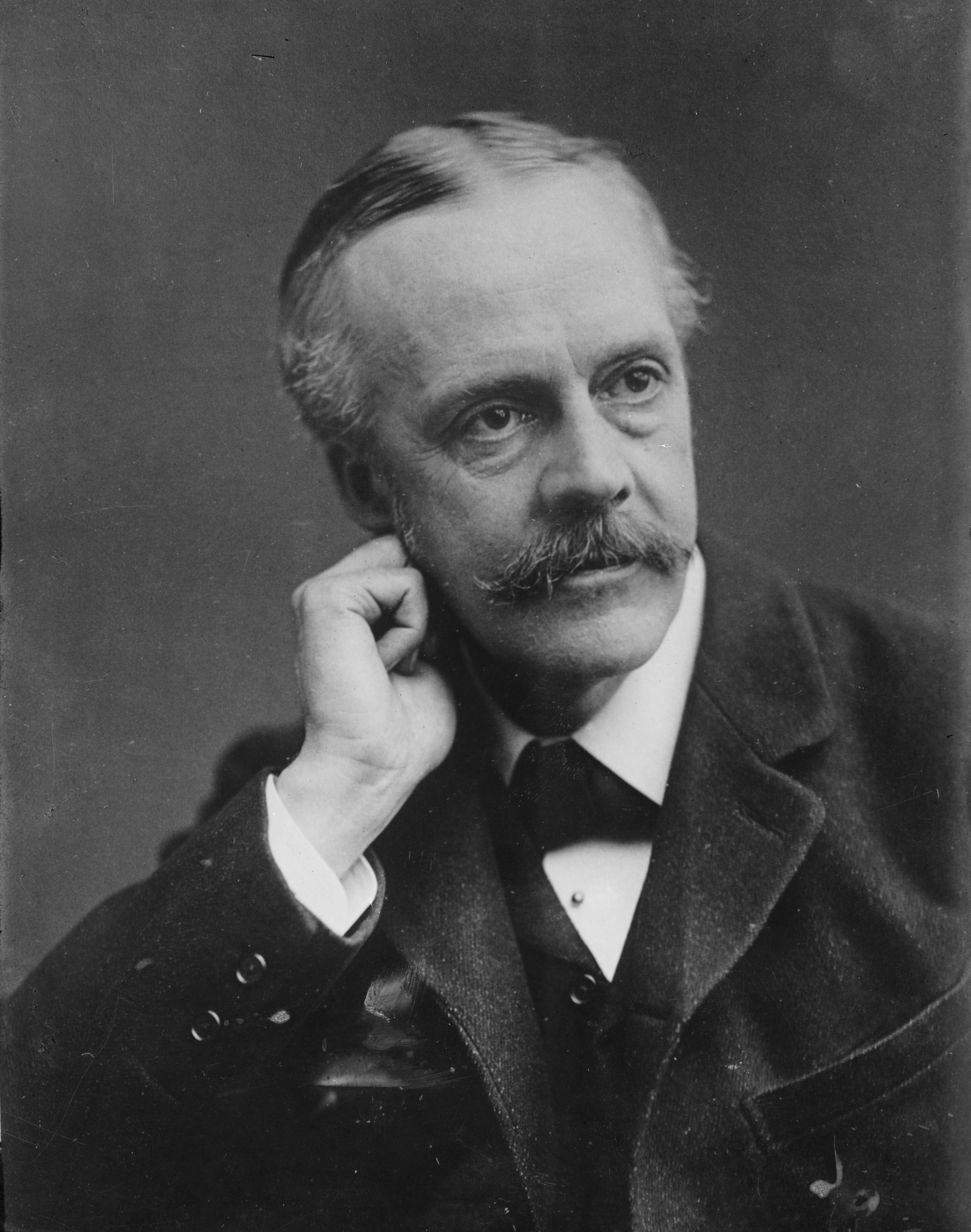
Артур Бальфур, 1-й граф Бальфур

- 1922—1930: Артур Джеймс Бальфур, 1-й граф Бальфур (25 июля 1848 — 19 марта 1930), старший сын Джеймса Мейтленда Бальфура (1820—1856) и Леди Бланш Мэри Гарриет Гаскойн-Сесил (ум. 1872);
- 1930—1945: Джеральд Уильям Бальфур, 2-й граф Бальфур (9 апреля 1853 — 14 января 1945), младший брат предыдущего;
- 1945—1968: Роберт Литтон Артур Бальфур, 3-й граф Бальфур (31 декабря 1902 — 28 ноября 1968), единственный сын предыдущего;
- 1968—2003: Джеральд Артур Джеймс Бальфур, 4-й граф Бальфур (23 декабря 1925 — 27 июня 2003), старший сын предыдущего;
- 2003 — настоящее время: Родерик Фрэнсис Артур Бальфур, 5-й граф Бальфур (род. 9 декабря 1948), старший сын Юстаса Артура Гошена Бальфура (1921—2000) и внук Фрэнсиса Сесила Кэмпбелла Бальфура, племянника 1-го графа Бальфура;
  - Наследник: достопочтенный Чарльз Джордж Юл Бальфур (род. 23 апреля 1951), младший брат предыдущего;
    - Второй наследник: Джордж Юстас Чарльз Бальфур (род. 8 декабря 1990), единственный сын предыдущего.